# باشگاه فوتبال استقلال تهران در فصل ۱۳۶۲
باشگاه فوتبال استقلال تهران در فصل ۱۳۶۲ ۳۸امین فصل فعالیت تیم استقلال در فوتبال ایران بود. در این سال استقلال در در مسابقات جام باشگاه‌های تهران ۱۳۶۲ و همچنین جام حذفی تهران ۱۳۶۲ شرکت کرد. استقلال در جام باشگاه‌های تهران به مقام قهرمانی رسید ولی در جام حذفی تهران موفق ظاهر نشده و در مرحله دوم از مسابقات حذف شد

## مرور فصل

دیدار استقلال و پرسپولیس در این فصل تبدیل به پرتماشاگرترین بازی باشگاهی در تاریخ فوتبال ایران شد.

از مرداد ماه مسابقات فوتبال قهرمانی باشگاههای تهران با شرکت ۱۴ تیم آغاز شد و با قهرمانی تیم استقلال به پایان رسید و تیم پرسپولیس به مقام دوم رسید.
در سال ۱۳۶۲ در مسابقات فوتبال جام حذفی باشگاههای تهران تیم استقلال در مرحله دوم توسط تیم  حذف شد دو تیم فوتسال سعدآباد و بوتان به فینال رسیدند که در پایان تیم سعدآباد به مقام قهرمانی این مسابقات رسید.
در اثر روشن بینی و تشخیص درست گردانندگان تیم استقلال دو بازیکن شاخص در رده‌های تیم ملی به عضویت تیم استقلال در آمدند.  حمید فرزام نیا مدافع مستحکم و بلند بالای نیروی زمینی و جعفر مختاری‌فر  بازیکن  باهوش و تکنیکی   باشگاه فوتبال دارایی تهران توانستند نقاط ضعف تیم استقلال را پوشش دهند و علاوه بر آن تمرینات منظم و پیگیر و همچنین بازیکنان آماده و با انگیزه همگی دست به دست هم دادند تا تیم استقلال توانست به مقام قهرمانی باشگاههای تهران دست یابد.
در شهریور ماه سال ۱۳۶۲ رضا نعلچگر به عنوان مربی جوانان تیم استقلال انتخاب گردید.

## بازیکنان
بازیکنان تیم استقلال در این سال عبارت بودند از :
ناصر حجازی، حجت‌اله خاکسار تهرانی، شاهین بیانی، شاهرخ بیانی، سعید مراغه‌چیان، اصغر حاجیلو، رضا نعلچگر، رضا احدی، جعفر مختاری‌فر، بهتاش فریبا، پرویز مظلومی، عبدالعلی چنگیز، وحید امیری، حمید فرد علی‌نیا، احمد حیدرخان، حمید فرزام‌نیا، رضا رجبی
هدایت تیم هم بر عهده منصور پورحیدری بود.
منبع

## بازی‌ها

### جام باشگاههای تهران
| ۱۴ مرداد ۱۳۶۲ ۱ | استقلال تهران                                | ۳ – ۰ | نیروی زمینی تهران | تهران                                                |
|                 | چنگیز ۹' · شاهرخ بیانی ۷۷' · شاهین بیانی ۸۷' |       |                   | ورزشگاه: شیرودی تماشاگران: ۳۵۰۰۰ داور: هروس باغومیان |

| ۲۱ مرداد ۱۳۶۲ ۲ | استقلال تهران                            | ۳ – ۰ | وحدت تهران | تهران                                                |
|                 | رجبی ۸' · مختاری‌فر ۱۸' · شاهرخ بیانی ۷۹' |       |            | ورزشگاه: شیرودی تماشاگران: ۱۸۰۰۰ داور: محمود خوشخوان |

| ۲۸ مرداد ۱۳۶۲ ۳ | استقلال تهران | ۱ – ۱ | راه‌آهن تهران              | تهران                                             |
|                 | مظلومی ۶۴'    |       | پیوس ۸۵' · مجتبی خیراندیش | ورزشگاه: شیرودی تماشاگران: ۲۵۰۰۰ داور: محسن زمانی |

| ۴ شهریور ۱۳۶۲ ۴ | استقلال تهران | ۱ – ۰ | نفت تهران     | تهران                                                |
|                 | مختاری‌فر ۲۰'  |       | صابر مصیب‌زاده | ورزشگاه: شیرودی تماشاگران: ۲۵۰۰۰ داور: هروس باغومیان |

| ۱۱ شهریور ۱۳۶۲ ۵ | استقلال تهران               | ۳ – ۱ | اکباتان تهران    | تهران                             |
|                  | امیری ۱۹' · مظلومی ۴۷'، ۷۳' |       | هادی آهنگران ۲۷' | ورزشگاه: شیرودی داور: بهمن بهلولی |

| ۱۸ شهریور ۱۳۶۲ ۶ | استقلال تهران | ۰ – ۱ | هما تهران                                    | تهران                                                |
|                  |               |       | علیدوستی ۵۲' · مجید مشتری · هدایت شعار غفاری | ورزشگاه: شیرودی تماشاگران: ۲۵۰۰۰ داور: هروس باغومیان |

| ۲۵ شهریور ۱۳۶۲ ۷ | استقلال تهران | ۱ – ۰ | کیان تهران | تهران                                             |
|                  | مظلومی ۲'     |       | حسین نادری | ورزشگاه: شیرودی تماشاگران: ۲۰۰۰۰ داور: محمد صالحی |

| ۸ مهر ۱۳۶۲ ۸ | استقلال تهران                                                                          | ۷ – ۰ | دارایی تهران         | تهران                                              |
|              | مختاری‌فر ۲۲'، ۶۵' · شاهرخ بیانی ۳۰' · مظلومی ۴۳' · حاجیلو ۴۴' · طاهری ۷۰' · نعلچگر ۷۴' |       | محمد محبی حسین عسگری | ورزشگاه: آزادی تماشاگران: ۳۰۰۰۰ داور: حمید خوشخوان |

| ۱۵ مهر ۱۳۶۲ ۹ (دربی ۲۷)                                                                              | استقلال تهران            | ۱ – ۰ | پرسپولیس تهران | تهران                                               |
| ۱۶:۳۰                                                                                                | مظلومی ۵۶' · شاهرخ بیانی |       |                | ورزشگاه: آزادی تماشاگران: ۱۲۰۰۰۰ داور: حمید خوشخوان |
| یادداشت: این بازی در حضور بیش از ۱۲۰ هزار تماشاگر برگزار شد و لقب پرتماشاگرترین شهرآورد را یدک میکشد |                          |       |                |                                                     |

| ۲۹ مهر ۱۳۶۲ ۱۰ | استقلال تهران   | ۱ – ۰ | تهران‌جوان                                | تهران                                             |
|                | شاهرخ بیانی ۷۳' |       | مصطفی حبیبی فیروز سلطان محمدی محسن اکبری | ورزشگاه: شیرودی تماشاگران: ۳۰۰۰۰ داور: مصطفی ممیز |

| ۱۳ آبان ۱۳۶۲ ۱۱ | استقلال تهران   | ۱ – ۰ | آرارات تهران | تهران                                            |
|                 | شاهرخ بیانی ۷۰' |       |              | ورزشگاه: آزادی تماشاگران: ۵۵۰۰۰ داور: محسن زمانی |

| ۱۹ آبان ۱۳۶۲ ۱۲ | استقلال تهران | ۰ – ۰ | بانک ملی تهران | تهران                                             |
|                 | حجازی         |       | سعید تهمتن     | ورزشگاه: آزادی تماشاگران: ۳۵۰۰۰ داور: منوچهر نظری |

| ۲۶ آبان ۱۳۶۲ ۱۳ | استقلال تهران | ۱ – ۱ | برق تهران                      | تهران                                             |
|                 | نعلچگر ۹۰'    |       | حمید زنجانی ۱۵' · رضا اسماعیلی | ورزشگاه: آزادی تماشاگران: ۲۰۰۰۰ داور: هادی دزفولی |

| ۳ آذر ۱۳۶۲ ۱۴ | استقلال تهران | ۱ – ۱ | سعدآباد تهران                   | تهران                                             |
|               | چنگیز ۸۷'     |       | جمشید آبیاری ۶۲' · عباس موسیوند | ورزشگاه: شیرودی تماشاگران: ۳۰۰۰۰ داور: محمد صالحی |

| ۱۱ آذر ۱۳۶۲ ۱۵ | استقلال تهران | ۱ – ۰ | شاهین تهران          | تهران                                               |
|                | مختاری‌فر ۳۸'  | گزارش | اکبر رستمی علی حیدری | ورزشگاه: آزادی تماشاگران: ۷۰۰۰۰ داور: هروس باغومیان |

| ۲۲ آذر ۱۳۶۲ ۱۶                                  | استقلال تهران                 | ۲ – ۰ | پیام تهران | تهران                                               |
|                                                 | احدی ۵۰' · بیانی ۷۹' (پنالتی) |       |            | ورزشگاه: شیرودی تماشاگران: ۲۵۰۰۰ داور: جمشید اخباری |
| یادداشت: خطای پنالتی بر روی شاهرخ بیانی رخ داد. |                               |       |            |                                                     |

| ۱ دی ۱۳۶۲ ۱۷ | استقلال تهران | ۱ – ۰ | بوتان تهران                                   | تهران                                             |
|              | مظلومی ۲'     |       | عزیز مهرنهاد '۸۵ · احمدرضا دانا · محمد فلاحتی | ورزشگاه: شیرودی تماشاگران: ۲۵۰۰۰ داور: محمد صالحی |

منبع

#### جایگاه در جدول
| رتبه | باشگاه   | بازی | برد | مساوی | باخت | گل‌زده | گل‌خورده | تفاضل گل | امتیاز |
| ---- | -------- | ---- | --- | ----- | ---- | ----- | ------- | -------- | ------ |
| ۱    | استقلال  | ۱۷   | ۱۲  | ۴     | ۱    | ۲۸    | ۵       | ۲۳       | ۲۸     |
| ۲    | پیروزی   | ۱۷   | ۱۲  | ۲     | ۳    | ۳۳    | ۱۴      | ۱۹       | ۲۶     |
| ۳    | بانک ملی | ۱۷   | ۷   | ۹     | ۱    | ۱۸    | ۱۲      | ۶        | ۲۳     |

منبع

### جام حذفی تهران
منبع
| ۵ اسفند ۱۳۶۲ ۱/۱۶ نهایی | استقلال تهران                       | ۳ – ۰ | صنایع پارچین تهران | تهران                                             |
|                         | فریبا ۲۱' (پنالتی)، ۵۷' · طاهری ۸۷' |       |                    | ورزشگاه: شیرودی تماشاگران: ۱۰۰۰۰ داور: محمد صالحی |

| ۱۹ اسفند ۱۳۶۲ ۱/۸ نهایی | استقلال تهران | ۱ – ۲ | ژاندارمری تهران                                             | تهران                                              |
|                         | مختاری‌فر ۴۴'  |       | مجتبی خیراندیش ۳۶' (پنالتی) · محسن گلدهی ۵۰' · جواد محمودی  | ورزشگاه: شیرودی تماشاگران: ۱۵۰۰۰ داور: بهمن بهلولی |
| یادداشت: =              |               |       |                                                             |                                                    |

### بازی دوستانه
| فروردین ۱۳۶۲ دوستانه ۱                       | منتخب شلمان | ۰ – ۳ | استقلال تهران              |  |
|                                              |             |       | فردعلی‌نیا · فریبا · نعلچگر |  |
| یادداشت: این بازی در شمال کشور انجام شده است |             |       |                            |  |

| فروردین ۱۳۶۲ دوستانه ۲                       | منتخب املش | ۰ – ۳ | استقلال تهران        |  |
|                                              |            |       | رجبی · احدی · مظلومی |  |
| یادداشت: این بازی در شمال کشور انجام شده است |            |       |                      |  |

| فروردین ۱۳۶۲ دوستانه ۳                       | منتخب رودسر | ۰ – ۳ | استقلال تهران         |  |
|                                              |             |       | احدی · فریبا · مظلومی |  |
| یادداشت: این بازی در شمال کشور انجام شده است |             |       |                       |  |

| ۲۹ فروردین ۱۳۶۲ دوستانه ۴ | استقلال تهران                                                      | ۴ – ۱ | متحد تهران         | تهران                                                    |
|                           | طاهری ۱۰' · رجبی ۲۰' · وحید امیری ۶۰' · مصطفی موسوی '۷۰ (گل‌به‌خودی) |       | مهدی فردعلی‌نیا ۴۸' | ورزشگاه: استقلال شرق تماشاگران: ۸۰۰۰ داور: عباس مقدس‌زاده |

| اردیبهشت ۱۳۶۲ دوستانه ۵ | شهرک دولت‌آباد | ۰–۶ | استقلال تهران        | تهران، دولت‌آباد                             |
|                         |               |     | حجازی · طاهری · رجبی | ورزشگاه: زمین شهرک دولت‌آباد تماشاگران: ۴۰۰۰ |

| ۱۲ اردیبهشت ۱۳۶۲ دوستانه ۶ | استقلال تهران | ۲–۰ | جاوید کرج | تهران                                |
|                            | فریبا         |     |           | ورزشگاه: استقلال شرق تماشاگران: ۲۰۰۰ |

| ۱۳ اردیبهشت ۱۳۶۲ تاریخ احتمالی دوستانه ۷ | استقلال تهران | ۱–۱ | سعدآباد تهران | تهران |

| ۱۵ اردیبهشت ۱۳۶۲ تاریخ احتمالی دوستانه ۸ | منتخب کاشان | ۰–۶ | استقلال تهران              | کاشان           |
|                                          |             |     | وحید امیری · طاهری · فریبا | تماشاگران: ۵۰۰۰ |

| ۲۲ اردیبهشت ۱۳۶۲ دوستانه ۹                                   | شاهین کرج | ۰–۵ | استقلال تهران                                                   | کرج                                 |
|                                                              |           |     | مختاری‌فر ۱۸' · طاهری ۳۲' · حجازی ۳۸' · مظلومی ۵۳' (پنالتی)، ۵۹' | تماشاگران: ۳۰۰۰ داور: شورا سالاروند |
| یادداشت: ناصر حجازی در این بازی به عنوان مهاجم به میدان رفت. |           |     |                                                                 |                                     |

| ۲۱ تیر ۱۳۶۲ دوستانه ۱۶ | استقلال مسجدسلیمان | ۰–۶ | استقلال تهران               | مسجدسلیمان                      |
|                        |                    |     | وحید امیری · مظلومی · طاهری | تماشاگران: ۱۲۰۰۰ داور: سروندیان |

| ۲۳ تیر ۱۳۶۲ دوستانه ۱۷ | بدر مسجدسلیمان          | ۲–۳ | استقلال تهران                            | مسجدسلیمان                           |
|                        | محمدرضا خلخالی ۸۰'، ۸۸' |     | مظلومی ۴۷' · وحید امیری ۷۰' · حاجیلو ۷۵' | تماشاگران: ۷۰۰۰ داور: علی‌محمد لجمیری |

| ۲۵ تیر ۱۳۶۲ تاریخ احتمالی دوستانه ۱۸ | تعاون اهواز | ۰–۱ | استقلال تهران           | اهواز                             |
|                                      |             |     | نعلچگر · وحید امیری ۹۰' | تماشاگران: ۱۲۰۰۰ داور: حمید سالمی |

| ۳۱ تیر ۱۳۶۲ دوستانه ۱۹ | ملوان انزلی                        | ۳–۱ | استقلال تهران | انزلی                                                   |
|                        | بحری ۲۱' (پنالتی) · جهانی ۷۴'، ۸۳' |     | طاهری ۳۱'     | ورزشگاه: تختی انزلی تماشاگران: ۸۰۰۰ داور: فریدون کرامتی |

| ۳ مرداد ۱۳۶۲ تاریخ احتمالی دوستانه ۲۰ | استقلال ساری        | ۱–۳ | استقلال تهران                                    | ساری               |
|                                       | حمید رضایی نیمه اول |     | روشن نیمه دوم · بیانی نیمه دوم · مظلومی نیمه دوم | ورزشگاه: شهید متقی |

| ۱۷ مرداد ۱۳۶۲ دوستانه ۲۱ | استقلال جنوب تهران | ۱–۱ | استقلال تهران | تهران                              |
|                          | حسین رحمانی        |     | طاهری         | تماشاگران: ۵۰۰۰ داور: رسول شادمانی |

| ۲۰ مهر ۱۳۶۲ تاریخ احتمالی دوستانه ۲۲ | جوانان نیروی زمینی | ۱–۳ | استقلال تهران | تهران                       |
|                                      | کریم آل بوخیفر     |     | مظلومی        | ورزشگاه: زمین چمن پادگان جی |

| ۱۱ آبان ۱۳۶۲ تاریخ احتمالی دوستانه ۲۳ | منتخب سنگسر سمنان | ۰–۴ | استقلال تهران                         | سنگسر |
|                                       |                   |     | مظلومی  · شاهرخ بیانی  · شاهین بیانی  |       |

| ۱۶ آبان ۱۳۶۲ دوستانه ۲۴ | نفت تهرانسر | ۱–۴ | استقلال تهران | تهران                |
|                         |             |     |               | ورزشگاه: نفت تهرانسر |

| ۲۶ دی ۱۳۶۲ تاریخ احتمالی دوستانه ۲۵ | استقلال تهران | ۱–۱ | ٰژاندارمری تهران     | تهران                               |
|                                     | مظلومی        |     | امیرهوشنگ سرپریان   | ورزشگاه: استقلال شرق تماشاگران: ۵۰۰ |

## آمار فصل

### عملکرد کلی تیم در فصل
| عنوان بازیها    | بازی | برد | مساوی | باخت | گل‌زده | گل‌خورده | تفاضل | درصد برد |
| --------------- | ---- | --- | ----- | ---- | ----- | ------- | ----- | -------- |
| باشگاههای تهران | ۱۷   | ۱۲  | ۴     | ۱    | ۲۸    | ۵       | ۲۳    | ۷۱٪      |
| جام حذفی تهران  | ۲    | ۱   | ۰     | ۱    | ۴     | ۲       | ۲     | ۵۰٪      |
| جمع             | ۱۹   | ۱۳  | ۴     | ۲    | ۳۲    | ۷       | ۲۵    | ۶۸٪      |

### تعداد بازی
| #  | بازیکن              | تعداد بازی | تعداد بازی     | تعداد بازی |
| #  | بازیکن              | لیگ تهران  | جام حذفی تهران | جمع        |
| -- | ------------------- | ---------- | -------------- | ---------- |
| ۱  | جعفر مختاری‌فر       | ۱۶         | ۲              | ۱۸         |
| ۲  | سعید مراغه‌چیان      | ۱۷         | ۰              | ۱۷         |
| ۳  | پرویز مظلومی        | ۱۶         | ۱              | ۱۷         |
| ۴  | حمید فرزام‌نیا       | ۱۶         | ۱              | ۱۷         |
| ۵  | اصغر حاجیلو         | ۱۵         | ۲              | ۱۷         |
| ۶  | عبدالعلی چنگیز      | ۱۵         | ۱              | ۱۶         |
| ۷  | حمید فرد علی‌نیا     | ۱۴         | ۲              | ۱۶         |
| ۸  | رضا رجبی            | ۱۴         | ۲              | ۱۶         |
| ۹  | رضا احدی            | ۱۵         | ۰              | ۱۵         |
| ۱۰ | ناصر حجازی          | ۱۵         | ۰              | ۱۵         |
| ۱۱ | غلامرضا نعلچگر      | ۱۳         | ۱              | ۱۴         |
| ۱۲ | شاهرخ بیانی         | ۱۳         | ۰              | ۱۳         |
| ۱۳ | بیژن طاهری          | ۹          | ۱              | ۱۰         |
| ۱۴ | شاهین بیانی         | ۹          | ۰              | ۹          |
| ۱۵ | وحید امیری          | ۷          | ۲              | ۹          |
| ۱۶ | بهتاش فریبا         | ۶          | ۲              | ۸          |
| ۱۷ | احمد حیدرخان        | ۳          | ۰              | ۳          |
| ۱۸ | حجت‌اله خاکسارتهرانی | ۲          | ۱              | ۳          |
| ۱۹ | غلامرضا برهان‌زاده   | ۱          | ۱              | ۲          |
| ۲۰ | سیاوش صفابخش        | ۰          | ۲              | ۲          |
| ۲۱ | حسن روشن            | ۱          | ۰              | ۱          |
| ۲۲ | محمدحسن دوست        | ۰          | ۱              | ۱          |
| ۲۳ | عباس پیرانی         | ۰          | ۱              | ۱          |
| ۲۴ | رسول امتی           | ۰          | ۱              | ۱          |
| ۲۵ | فرشید تافته         | ۰          | ۱              | ۱          |

### کاپیتان‌های فصل
| رده | نام            | باشگاههای تهران | جام حذفی تهران | جمع |
| --- | -------------- | --------------- | -------------- | --- |
| ۱   | ناصر حجازی     | ۱۵              | ۰              | ۱۵  |
| ۲   | سعید مراغه‌جیان | ۲               | ۰              | ۲   |
| ۳   | بهتاش فریبا    | ۰               | ۲              | ۲   |

- فقط کاپینانهایی که بازی را شروع کرده‌اند در این جدول قرار گرفته‌اند و کاپیتانهای تعویضی محاسبه نشده‌اند.

## تیم جوانان
منبع
مسابقات فوتبال جوانان باشگاه‌های تهران در سال ۱۳۶۲ با شرکت ۱۰۶ تیم در ۱۶ گروه و برگزار گردید که تیم فوتبال استقلال در گروه دهم با تیمهای سعدآباد، بایک ری، پوریا مهرنور، استقلال شرق شفق و ۲۲ بهمن همگروه بود که تیم فوتبال جوانان استقلال در مرحله سوم این مسابقات که به‌صورت حذفی برگزار میگردید حذف شد و در پایان تیمهای پرسپولیس و دارایی به فینال راه یافتند که تیم فوتبال پرسپولیس با غلبه بر دارایی به مقام قهرمانی این مسابقات نائل آمد.

## سایر ورزشها
منبع
- در مسابقات والیبال قهرمانی باشگاههای تهران تیم والیبال استقلال پس از تیم‌های پاس و شیشه و گاز ملوان به مقام چهارم این دوره از مسابقات دست یافت. اسامی بازیکنان تیم والیبال استقلال در این سال به شرح زیر بود: محمد رحیمی، محمود محمودیان، حسن شمشیری (کاپیتان)، شاپور گرشاسبی، پرویز کاظمی، اسداله تهرانی، باقر سلیمان‌نژاد، حسین قاسمی، علی کریمی، حبیب کوزه‌لی، بای محمد دوجی، مربی: حسن شمشیری
- تیم استقلال مرکز قهرمان اول والیبال بانوان تهران شد. بازیکنان این تیم عبارت بودند از: نسرین خزایی، مریم خان‌بابا، شهلا ملک‌لو، ارم طوسی، سهیلا پورشاهماری، فاطمه منیرفیضی، زیبا خلج هدایتی (کاپیتان) فریبا حاجیها، میترا آخوندی، میترا شعبانیان، شهره شب خیز، مربی: طاهره سیگارودی